# Rees
Rees is een gemeente en stad behorend tot Kreis Kleve in de Nederrijnregio in Duitsland. De stad ligt in de deelstaat Noordrijn-Westfalen en is lid van het grensoverschrijdende samenwerkingsverband Euregio Rijn-Waal. Op 31 december 2020 telde de gemeente 21.030 inwoners op een oppervlakte van 109,67 km².

## Aangrenzende gemeenten
Naburige steden zijn onder andere aan de overkant van de Rijn Goch en Kalkar en aan dezelfde kant Emmerik en Wesel.
| Aangrenzende gemeenten | Aangrenzende gemeenten | Aangrenzende gemeenten           | Aangrenzende gemeenten | Aangrenzende gemeenten |
| ---------------------- | ---------------------- | -------------------------------- | ---------------------- | ---------------------- |
| Emmerik                |                        | Oude IJsselstreek (NL) Isselburg |                        |                        |
|                        |                        |                                  |                        |                        |
| Kalkar                 | Hamminkeln             |                                  |                        |                        |
|                        |                        |                                  |                        |                        |
|                        |                        | Xanten                           |                        | Wesel                  |

## Plaatsen in de gemeente Rees
| - Rees - Bienen - Empel - Esserden | - Haffen - Haldern - Mehr - Millingen |

## Verkeer
- De oude vestingstad Rees ligt aan de rivier de Rijn bij Kmr 834.
- De Rijnbrug die Rees via de Bundesstraße 67 verbindt met Kalkar werd geopend in 1967. De brug heeft een totale lengte van bijna duizend meter; het middendeel overspant een afstand van 255 meter.
- Door het noordelijk deel van de gemeente loopt de autobaan A3 (Arnhem - Oberhausen). De stad ligt ook aan de Bundesstraße 8.
- De gemeente heeft treinstations in Haldern, Empel en Millingen waar treinen stoppen in de richtingen Arnhem, Emmerik en Düsseldorf Hbf.
- Het busvervoer binnen het gemeentegebied wordt verzorgd door de NIAG.
- Fietsers en voetgangers kunnen in de zomer gebruikmaken van twee veerverbindingen met plaatsen aan de overkant van de Rijn.

## Geschiedenis
In de 17e eeuw was er in de stad een vesting met Nederlandse bezetting in het kader van de Kleefse barrière.

### Tweede Wereldoorlog

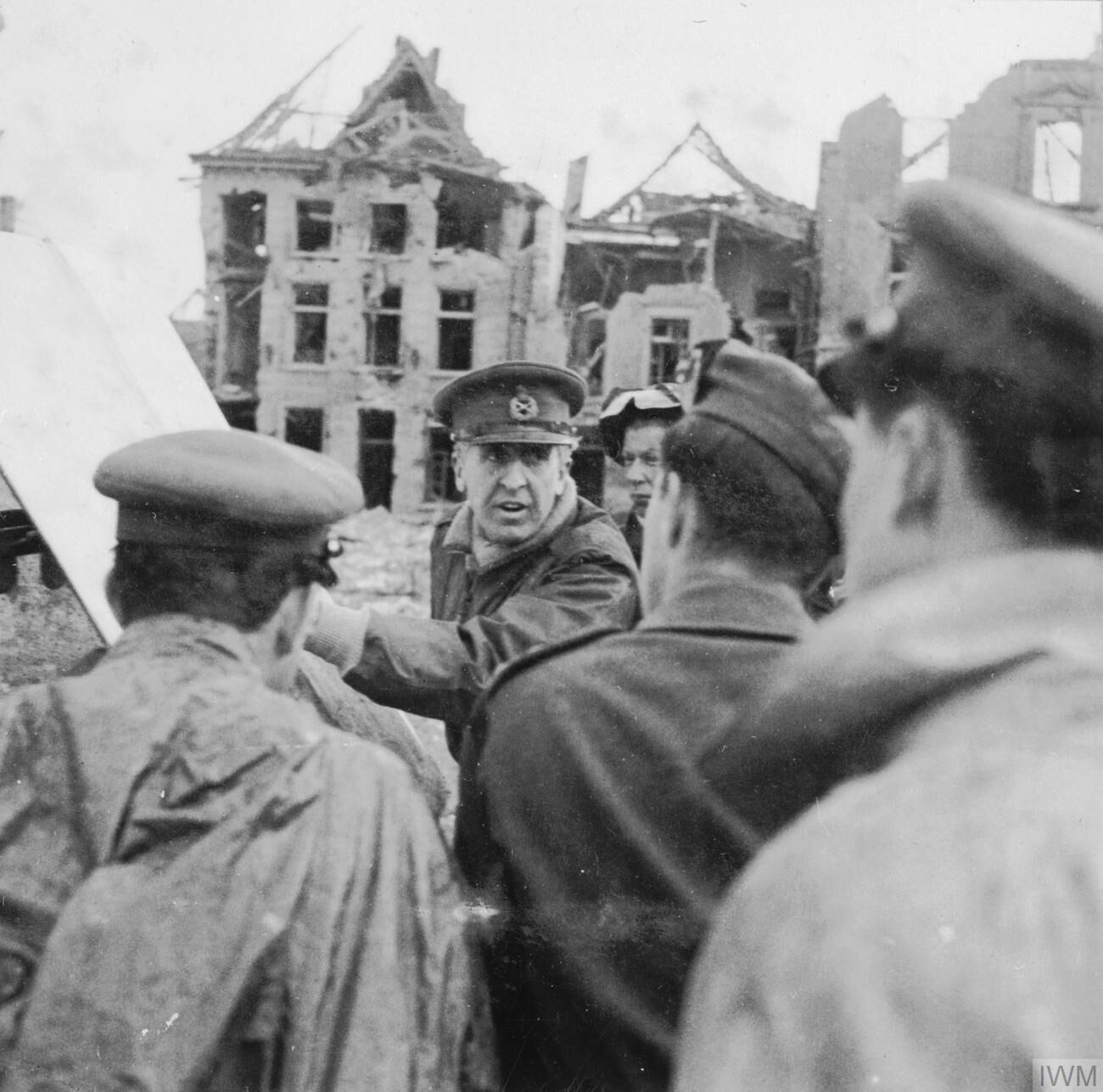
Brian Horrocks in Rees, 26 mei 1945

In de tijd van het nationaalsocialisme werden ook in Rees Joodse burgers vervolgd en gedeporteerd. Tijdens een luchtaanval op 16 februari 1945 bij de Operatie Grenade in het kader van Operatie Veritable werd vrijwel de gehele stad platgebombardeerd.
Na de november-razzia's van 1944 in verschillende Nederlandse steden werden veel jongens en mannen uit Zuid-Holland en Apeldoorn, maar ook uit Haarlem en Groningen tewerkgesteld als dwangarbeider in het Arbeitslager Groin naar het gehucht Groin bij Rees, meestal aangeduid als Kamp Rees, ook 'De hel van Rees' genoemd. De werkzaamheden bestonden uit de aanleg van militaire versterkingen zoals het graven van tankvallen, met het oog op oprukkende geallieerden. Deze zware arbeid moest verricht worden met gebrekkig materiaal, bij zeer slechte huisvesting en met onvoldoende voeding en kleding in de barre winter van 1944-1945. De meeste gevangenen waren de hele winter door slechts gekleed in wat ze aanhadden toen ze door de Duitsers waren opgepakt. Bronnen maken melding van zodanig zware ontberingen dat in februari 1945 al een derde van de tewerkgestelden dood, verminkt of ernstig ziek was.

## Bezienswaardigheden
- Museum Koenraad Bosman kunst- en geschiedenismuseum
- Scholten Mühle

## Afbeeldingen

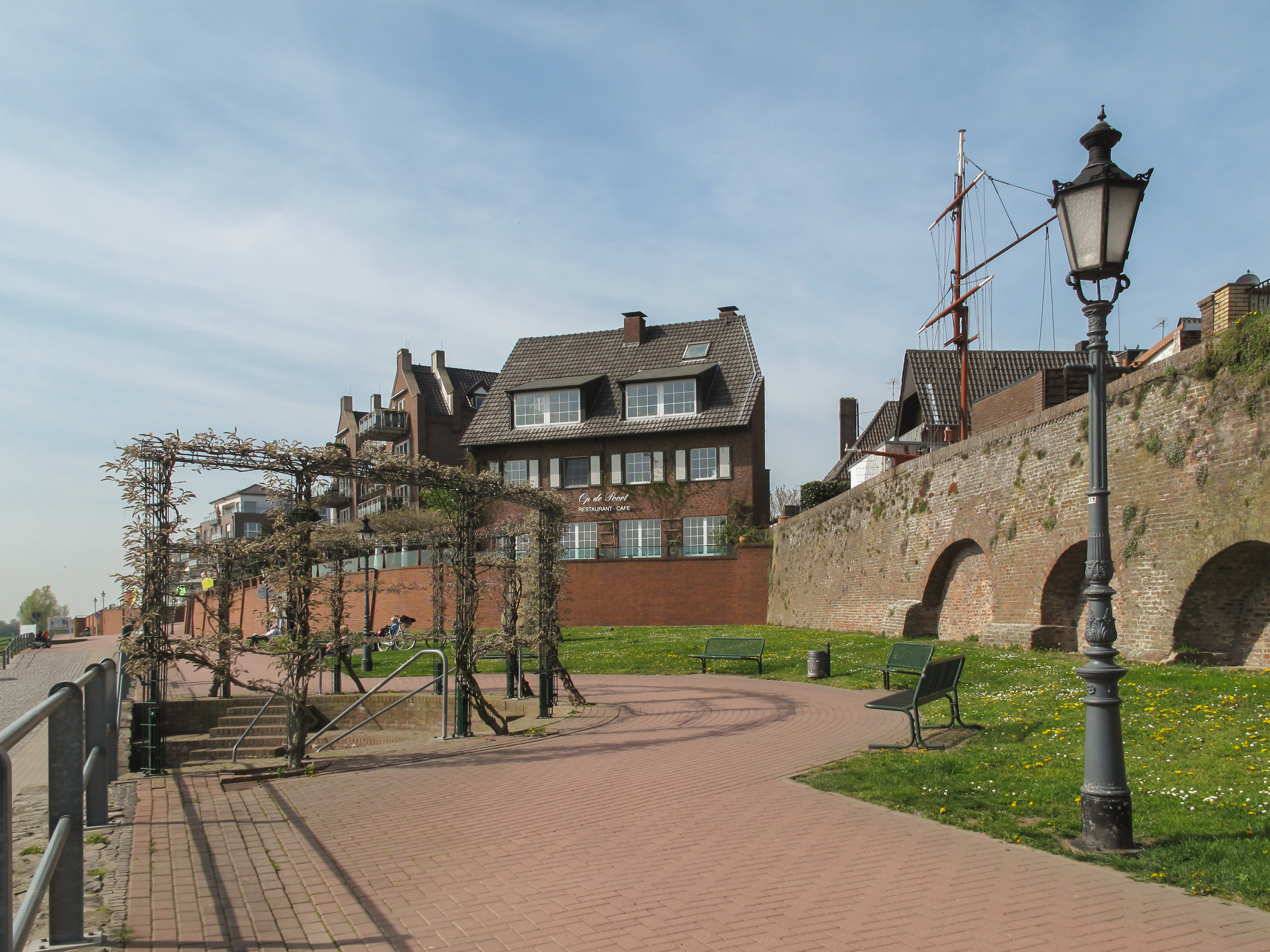
Rees, bij de voormalige stadsmuur
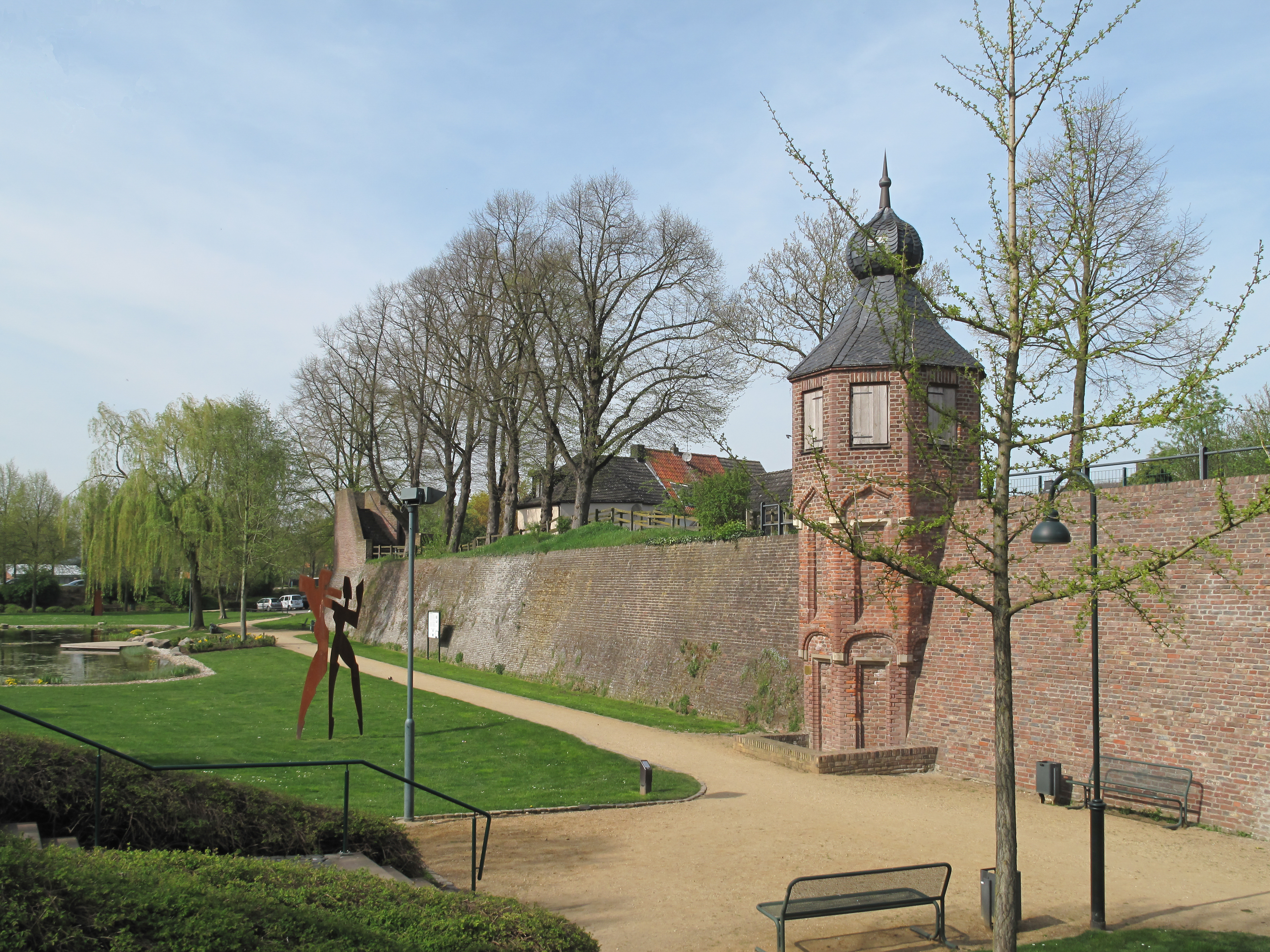
Rees, voormalige stadsmuur met toren
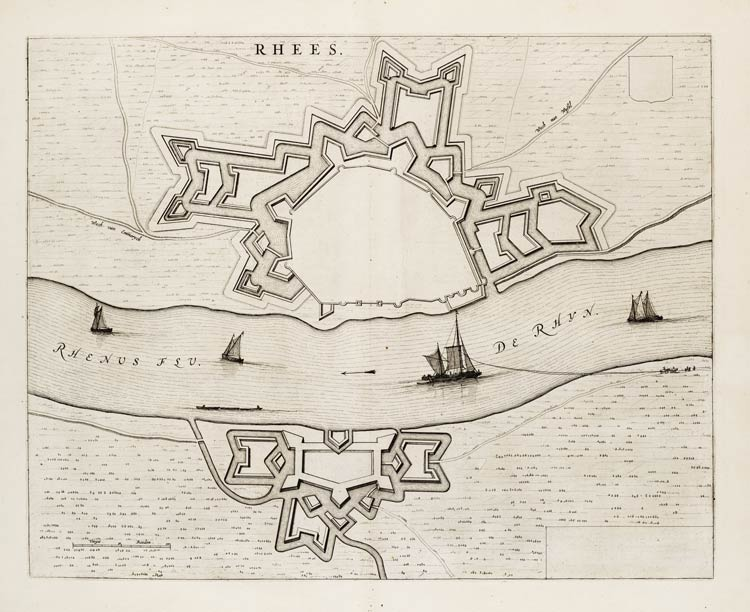
Kaart van Rees door Joan Blaeu
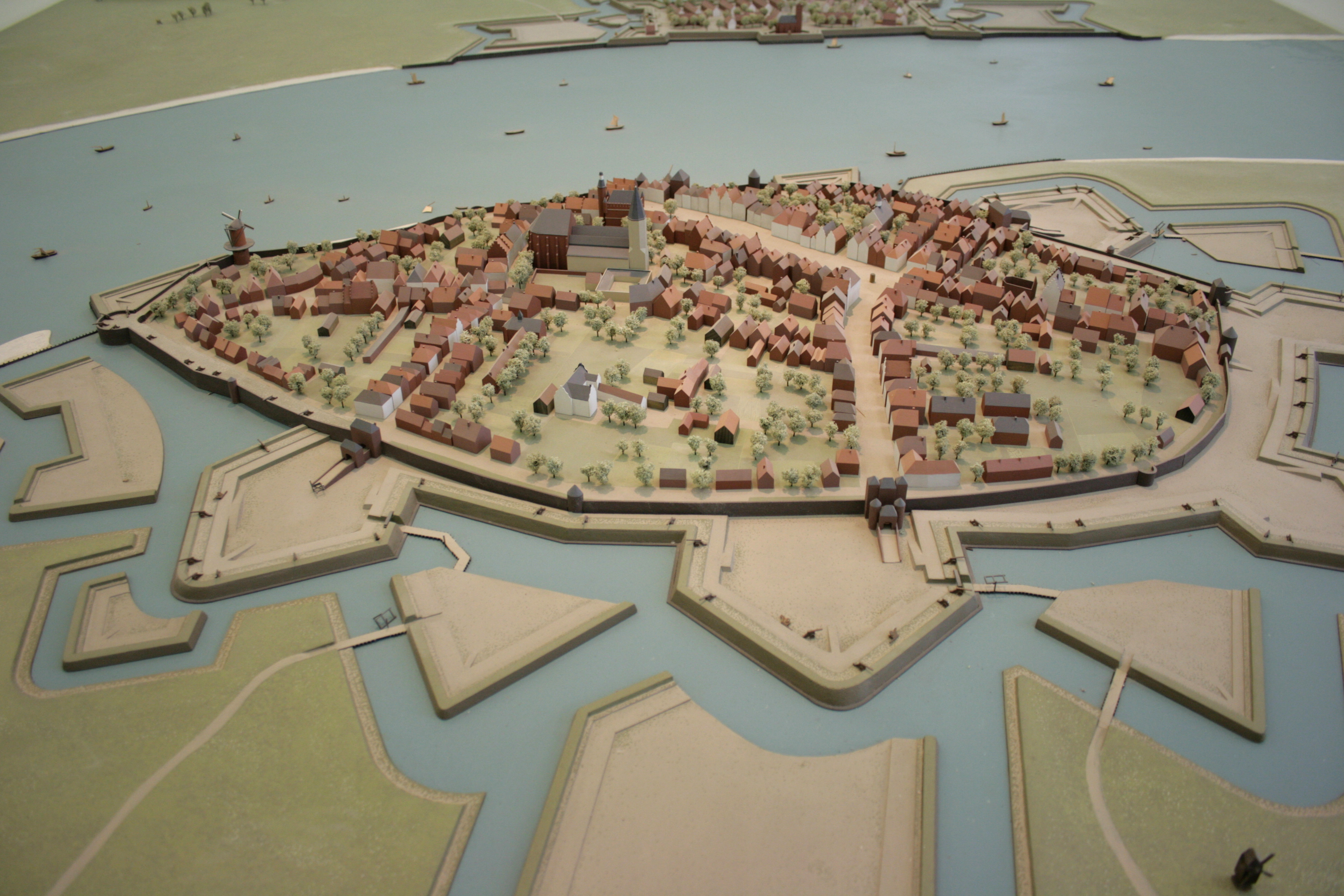
Model in het Koenraad Bosman museum
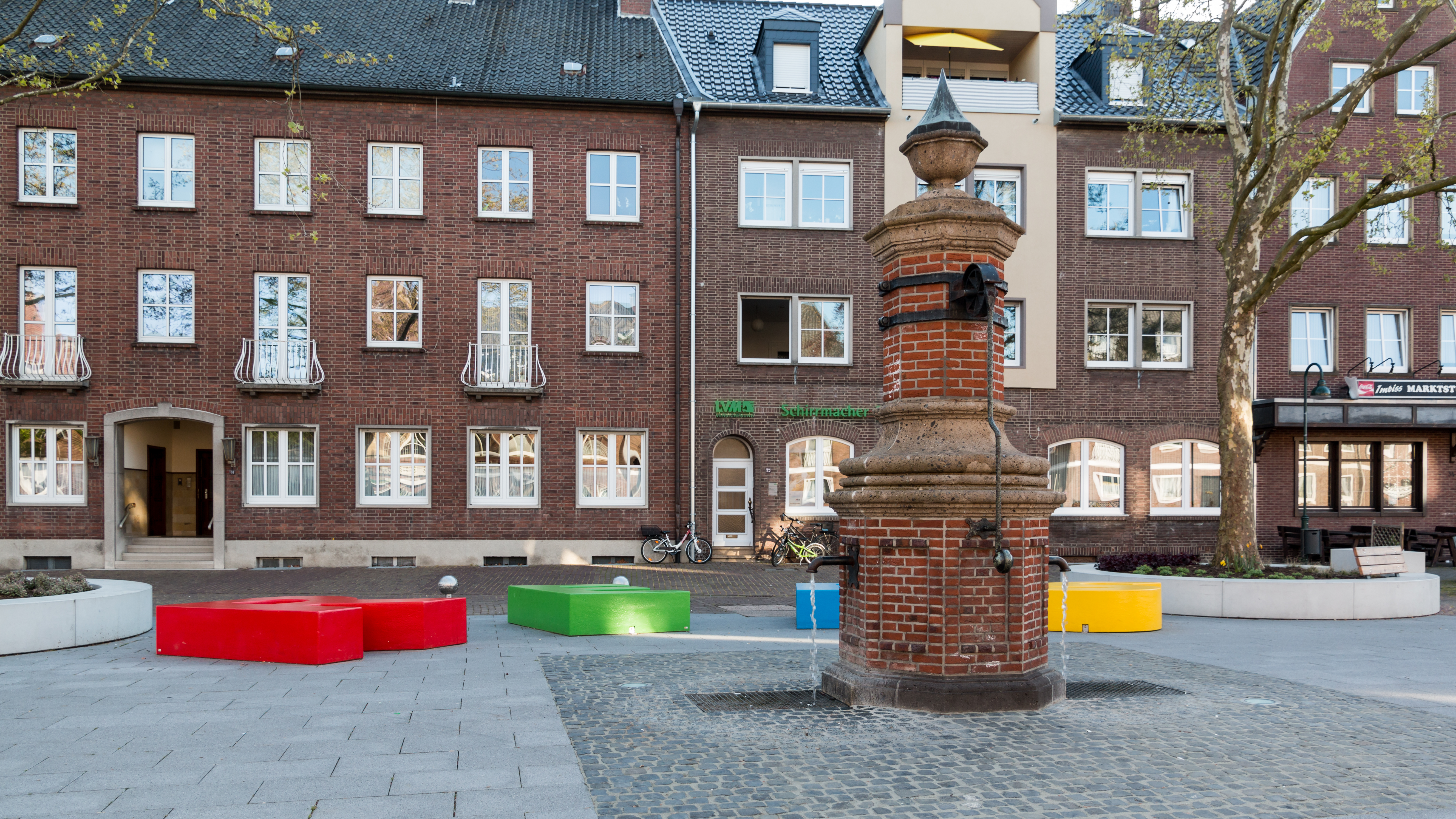
Marktplatz
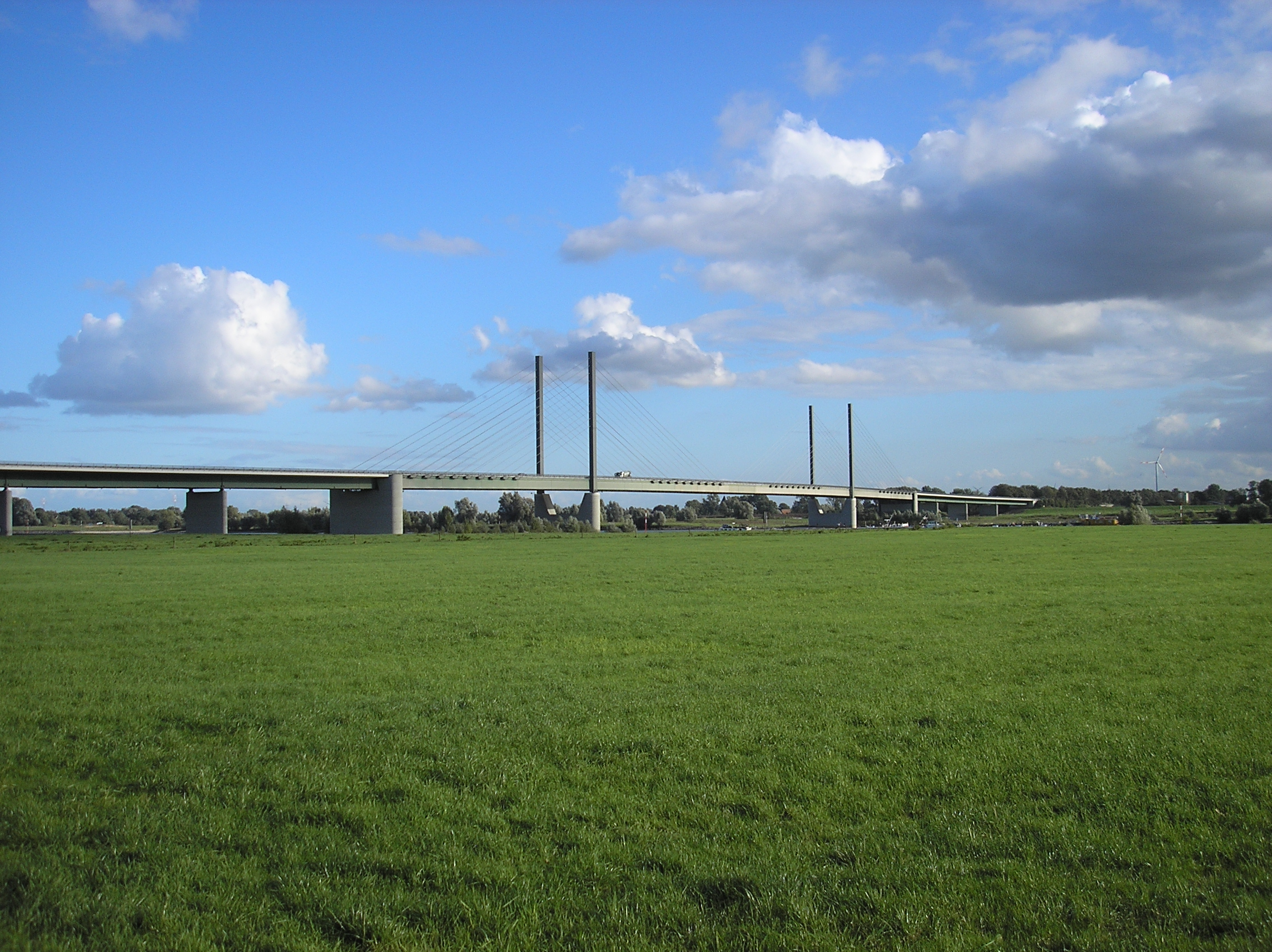
Rijnbrug
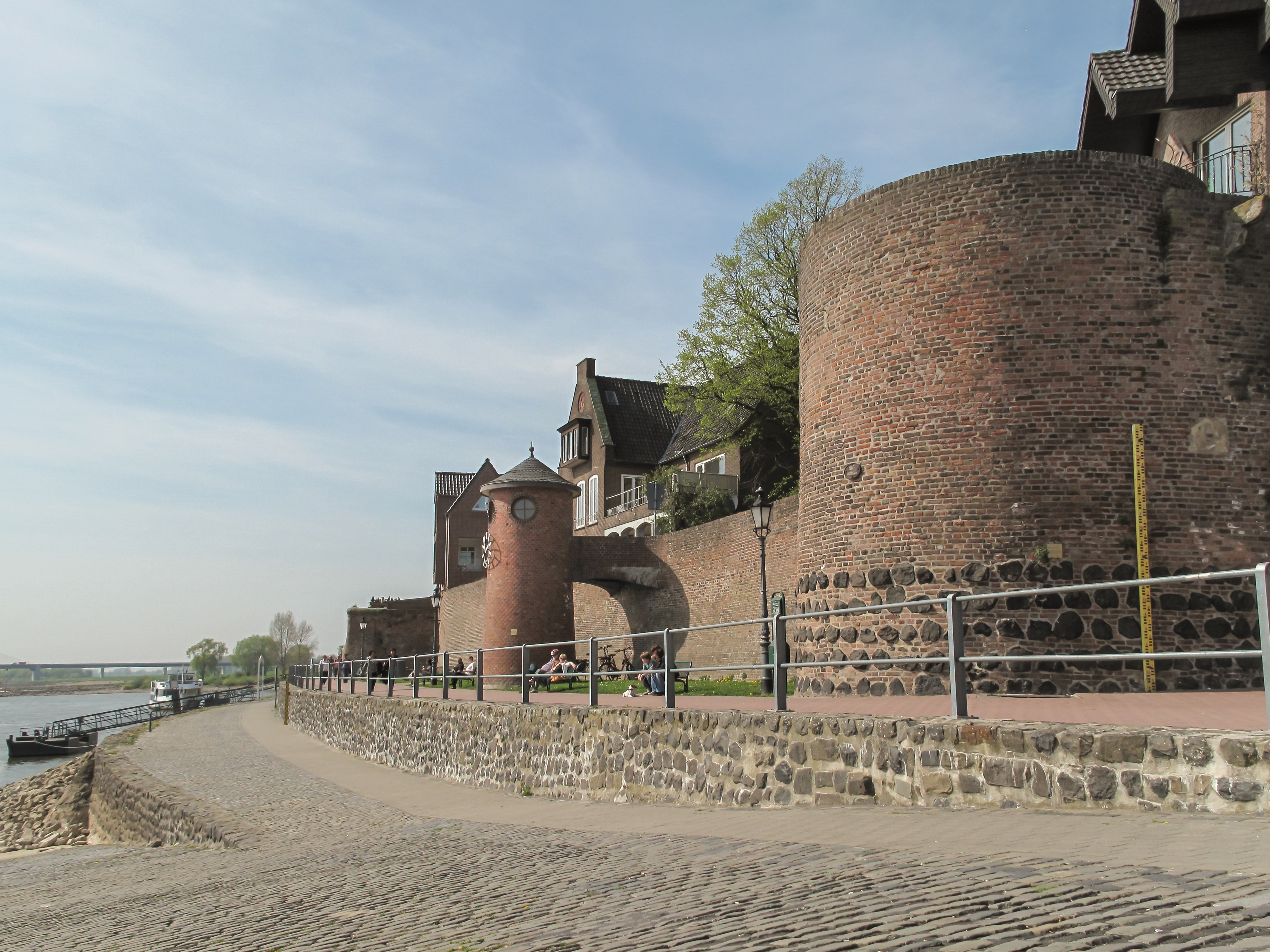
Toren: Alter Zollturm
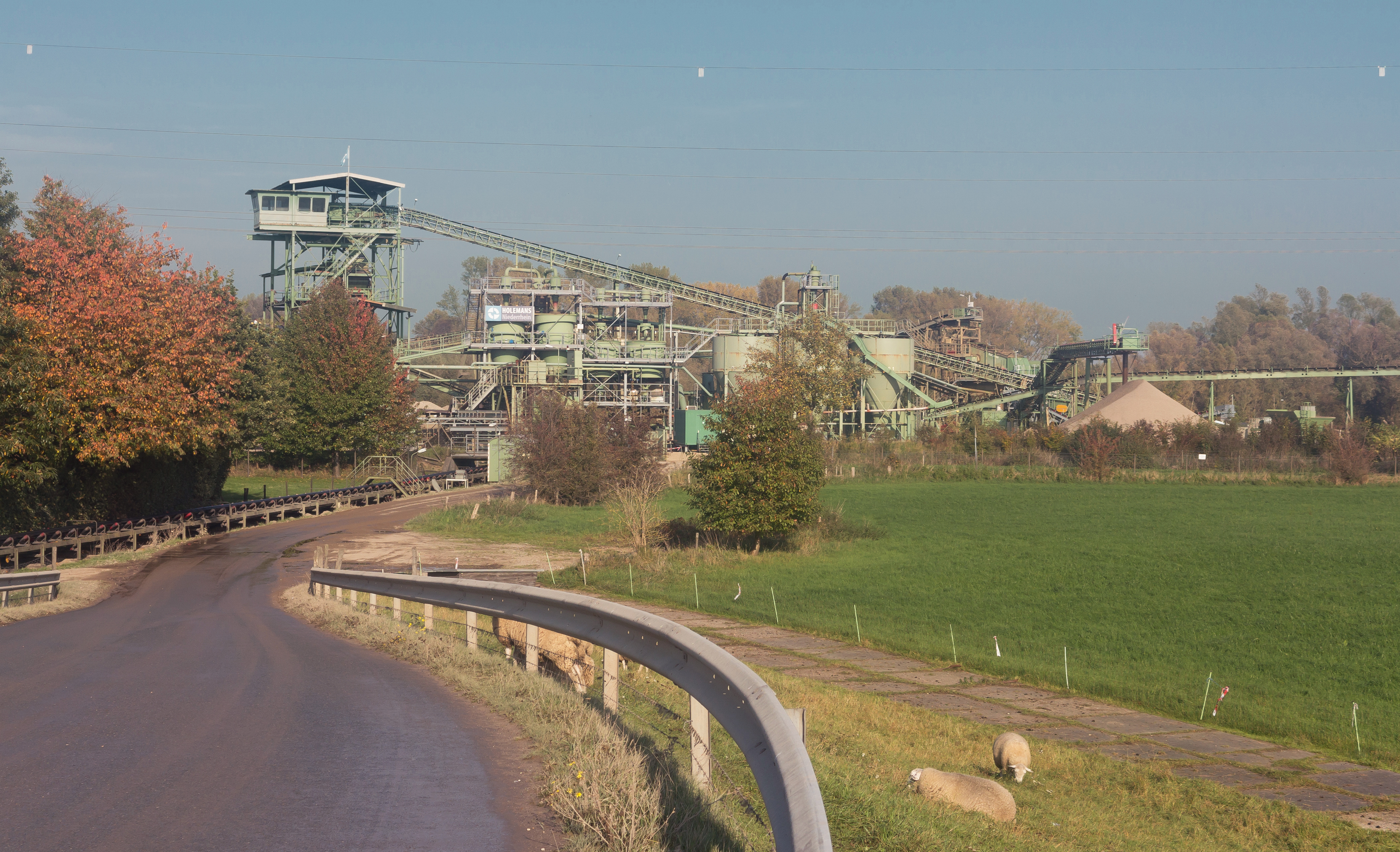
Bergswick, industrie: Kieswerk Reeser Bruch van Holemans Niederrhein
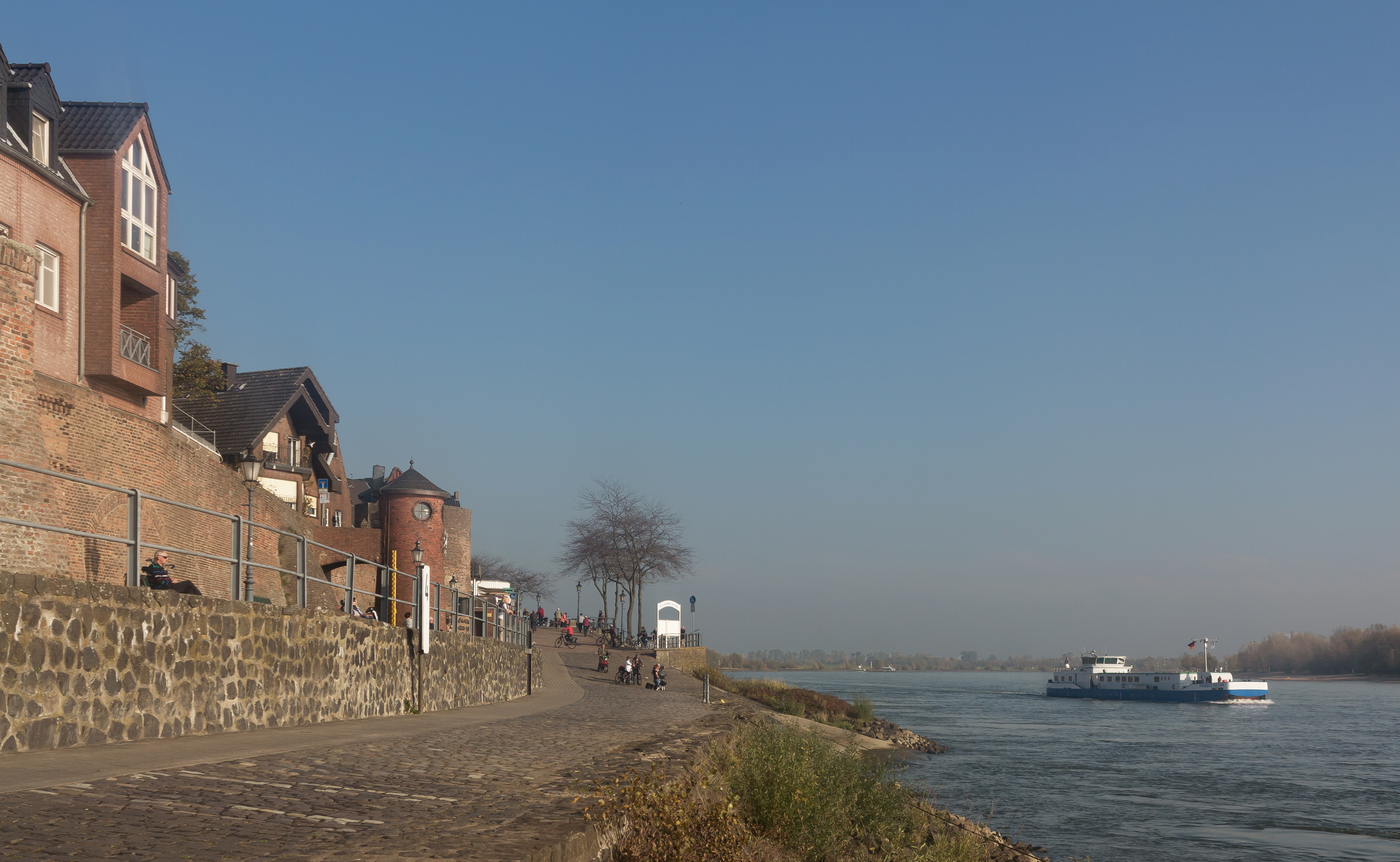
Rheinpromenade
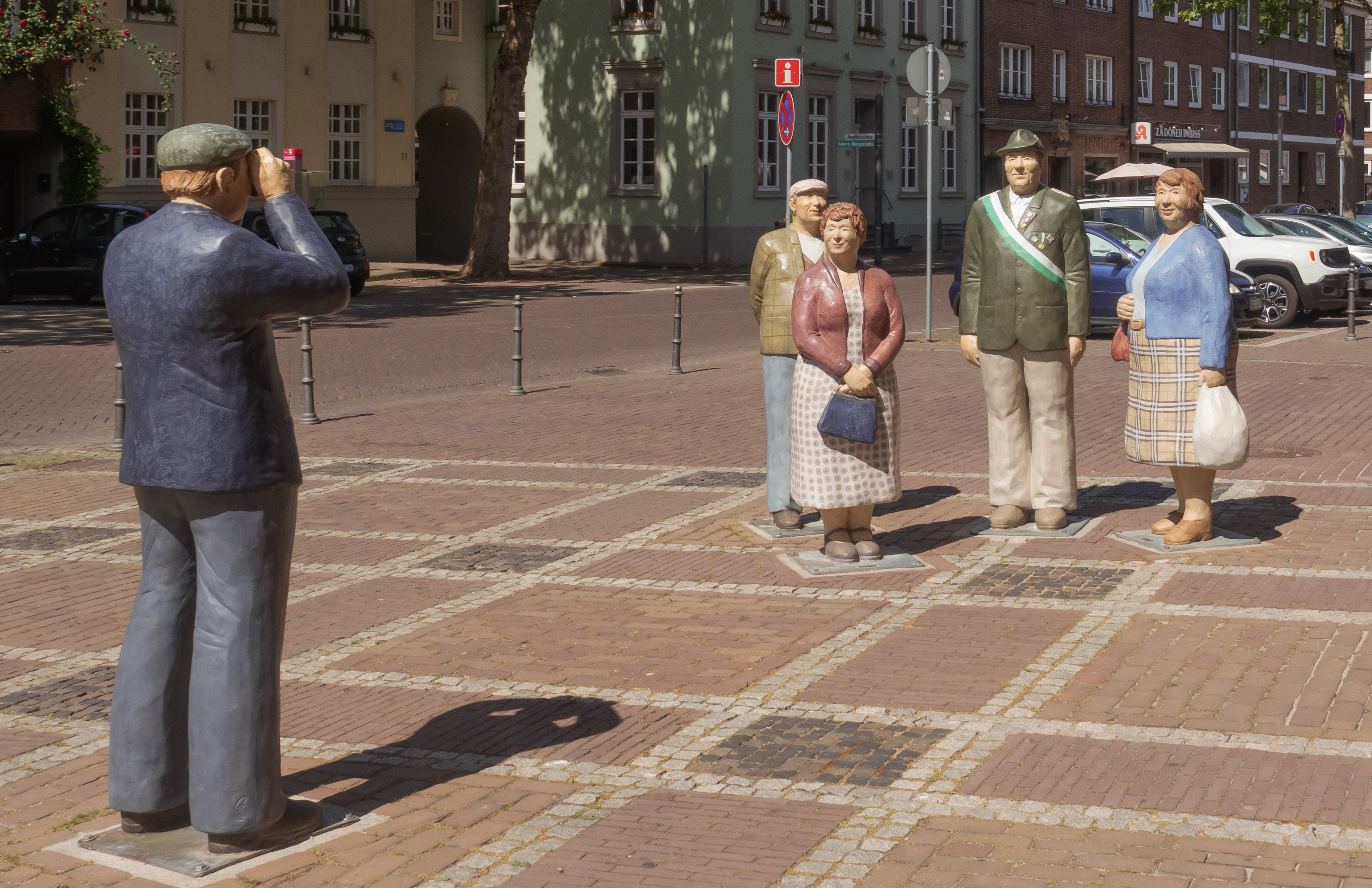
Sculpturen voor het Bürgerhaus
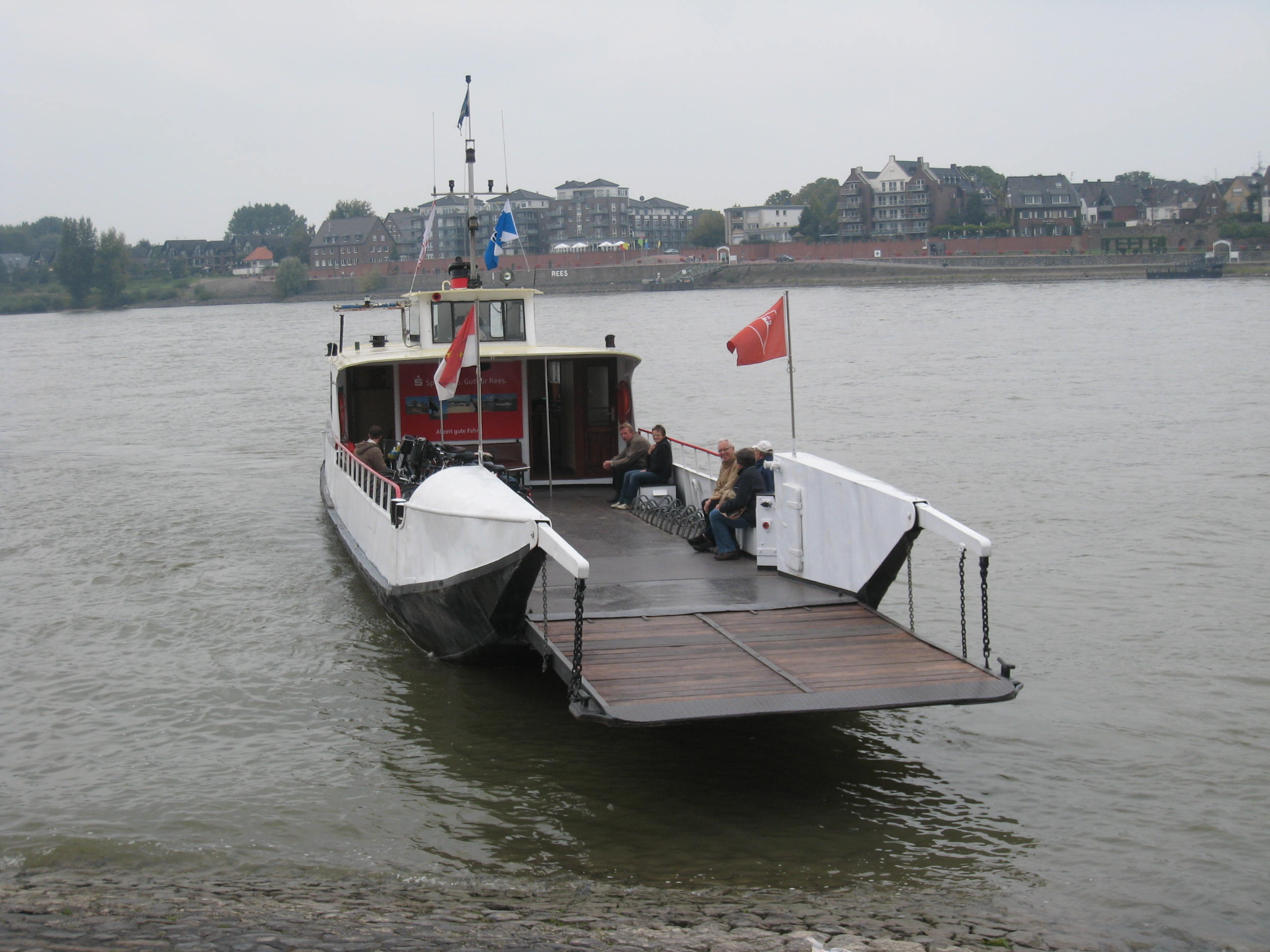
Veer Rees - Reeserschanz
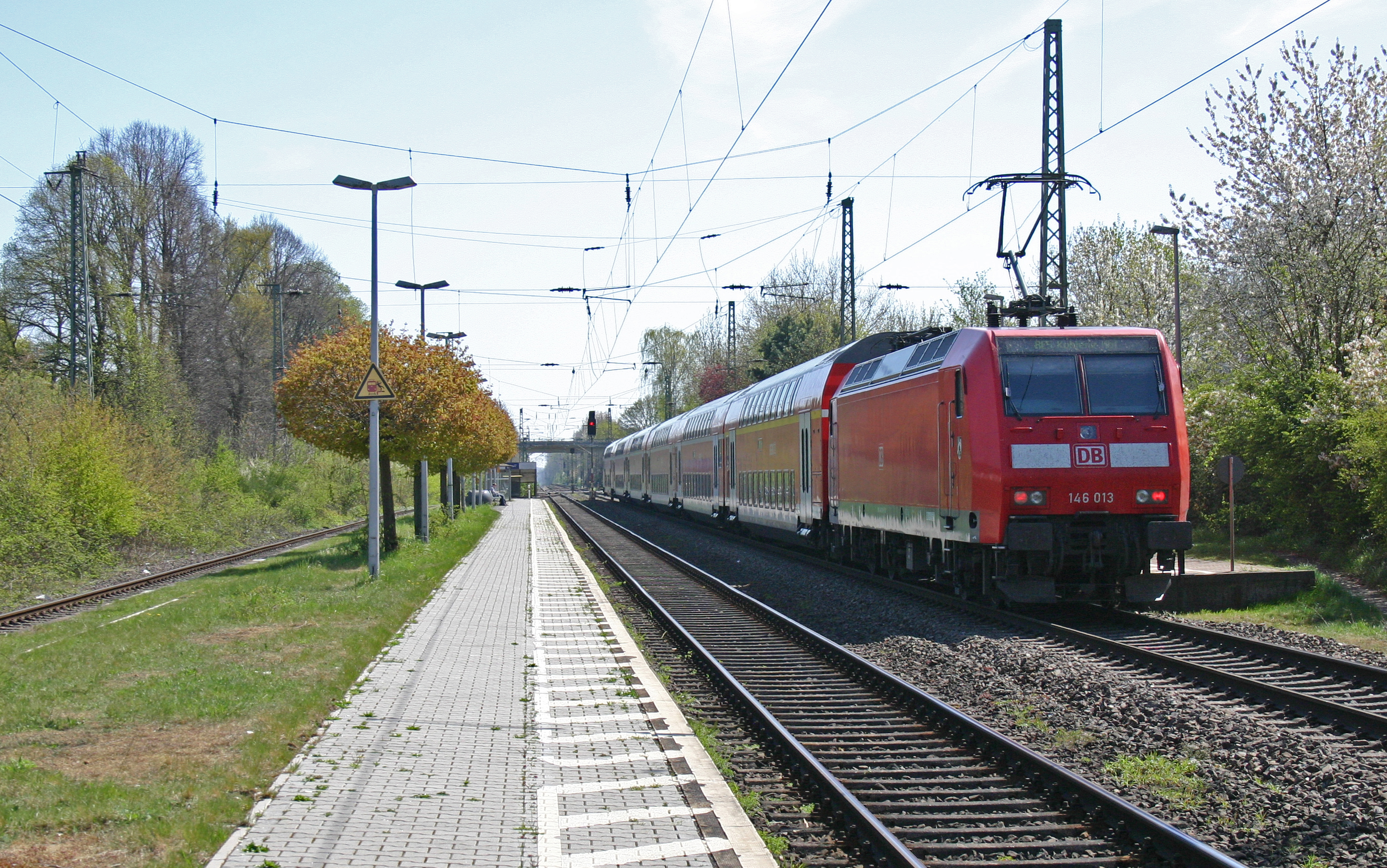
Station Empel-Rees

Bienen · Empel · Esserden · Haffen · Haldern · Mehr · Millingen · Rees
Bedburg-Hau · Emmerik · Geldern · Goch · Issum · Kalkar · Kerken · Kevelaer · Kleef · Kranenburg · Rees · Rheurdt · Straelen · Uedem · Wachtendonk · Weeze